# 罗立斌
罗立斌（1917年—2009年3月17日），男，广东东莞人，中华人民共和国政治人物，曾任广西壮族自治区人民政府副主席，中华诗词学会顾问。